# رسانه الکترونیکی

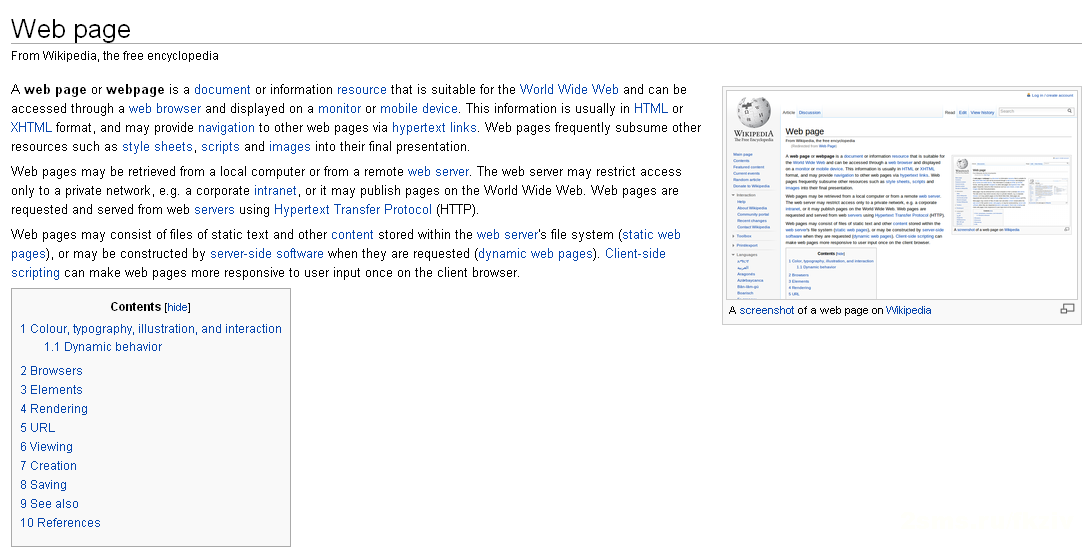
اسکرین شات از یک صفحه وب. رایانه هایی که صفحه وب را ذخیره، انتقال و نمایش می دهند رسانه های الکترونیکی هستند. صفحه وب یک رسانه الکترونیکی است.

نمایش گرافیکی داده های صوتی الکتریکی رسانه های الکترونیکی از پردازش سیگنال آنالوگ (قرمز) یا دیجیتال (آبی) استفاده می کنند.

رسانه های الکترونیکی (انگلیسی: Electronic media) رسانه هایی هستند که از وسایل الکترونیکی یا الکترومکانیکی برای دسترسی مخاطب به محتوا استفاده می کنند.  این برخلاف رسانه‌های ایستا (عمدتاً رسانه‌های چاپی ) است که امروزه اغلب به صورت دیجیتالی ایجاد می‌شوند، نیازی به دسترسی کاربر نهایی به وسایل الکترونیکی در خروجی ندارند. منابع اصلی رسانه‌های الکترونیکی که برای عموم آشنا هستند، ویدئو ، ضبط های صوتی ، ارائه‌های چند رسانه ای ، اسلاید ، سی دی رام و محتوای آنلاین هستند. بیشتر رسانه های جدید به شکل رسانه های دیجیتال هستند. با این حال، رسانه های الکترونیکی ممکن است در قالب داده های الکترونیکی آنالوگ یا داده های الکترونیکی دیجیتال باشند.
اگرچه که این اصطلاح معمولاً با محتوای ضبط شده در یک سیستم ذخیره سازی داده‌ها مرتبط است، اما ذخیره‌سازی از ملزومات آن به شمار نمی‌آید.
همچنین هر گونه تجهیزات و یا رسانه‌ای که در فرآیند ارتباطات الکترونیکی استفاده می شود (مثلا تلویزیون ، رادیو ، تلفن ، کنسول بازی ، دستگاه دستی ) نیز ممکن است رسانه الکترونیکی در نظر گرفته شود.
رسانه‌های الکترونیکی به آن دسته از رسانه‌ها اطلاق می‌شود که برای دسترسی مخاطب به محتوا، نیازمند استفاده از ابزارهای الکترونیکی یا الکترومکانیکی هستند.  این در تضاد با رسانه‌های ایستا مانند رسانه‌های چاپی است که معمولاً به‌صورت دیجیتال تولید می‌شوند اما برای استفاده نهایی در قالب چاپی، نیازی به ابزارهای الکترونیکی ندارند.  نمونه‌های رایج رسانه‌های الکترونیکی شامل ضبط‌های ویدئویی و صوتی، ارائه‌های چندرسانه‌ای، ارائه‌های اسلاید، سی‌دی رام و محتوای آنلاین می‌شود.  بیشتر رسانه‌های جدید به‌صورت دیجیتال هستند، اما رسانه‌های الکترونیکی می‌توانند به‌صورت آنالوگ یا دیجیتال باشند. 
اگرچه این اصطلاح معمولاً به محتوای ضبط‌شده بر روی یک رسانه ذخیره‌سازی اشاره دارد، اما برای پخش زنده و شبکه‌سازی آنلاین، ضبط الزامی نیست.  هر تجهیزاتی که در فرآیند ارتباطات الکترونیکی استفاده می‌شود (مانند تلویزیون، رادیو، تلفن، کنسول بازی، دستگاه‌های دستی) نیز می‌تواند به‌عنوان رسانه الکترونیکی در نظر گرفته شود. 

## تاریخچه توسعه
انتقال
سیم‌ها و خطوط انتقال به‌عنوان ابزارهای ارتباطی ظهور کردند و با اختراع تلگراف در اواخر قرن هجدهم آغاز شدند.  ساموئل مورس در سال ۱۸۳۲ تلگراف را اختراع کرد که امکان ارسال سیگنال‌های الکتریکی را از طریق سیم‌ها بر مسافت‌های طولانی فراهم می‌کرد.  در سال ۱۸۴۴، اولین خط تلگراف موفق در ایالات متحده تأسیس شد و در دهه ۱۸۵۰، کابل‌های تلگراف در سراسر اقیانوس اطلس کشیده شدند و آمریکای شمالی و اروپا را به هم متصل کردند.  همزمان با رایج شدن تلگراف، نیاز به انتقال تصاویر از طریق سیم نیز پدیدار شد.  اولین دستگاه فکس تجاری موفق توسط الیشا گری در سال ۱۸۶۱ توسعه یافت که امکان انتقال تصاویر چاپی از طریق سیم را فراهم می‌کرد. 
نمایش و خروجی
تاریخچه فناوری نمایش و خروجی با توسعه گالوانومتر در اوایل قرن نوزدهم آغاز شد که برای تشخیص و اندازه‌گیری جریان‌های الکتریکی کوچک استفاده می‌شد.  در سال ۱۸۴۴، صداگر تلگراف توسعه یافت که از یک الکترومغناطیس برای تولید صدایی کلیک‌مانند استفاده می‌کرد که با انتقال سیگنال‌های الکتریکی از طریق خط تلگراف مطابقت داشت.  این دستگاه با گیرنده تلفن دنبال شد که از یک دیافراگم برای تبدیل سیگنال‌های الکتریکی به صدا استفاده می‌کرد.  در اواخر دهه ۱۸۰۰ و اوایل دهه ۱۹۰۰، اولین اشکال نور مصنوعی، از جمله نور قرمز و نئون توسعه یافتند که در کاربردهای مختلفی از جمله نورپردازی برای نمایشگرها و تابلوها استفاده می‌شدند. 
پردازش سیگنال الکتریکی
تاریخچه پردازش سیگنال الکتریکی به‌طور نزدیک با توسعه فناوری ارتباطات الکترونیکی مرتبط است که از اواسط قرن هجدهم با اختراع خازن آغاز شد که امکان ذخیره و نگهداری بارهای الکتریکی را فراهم می‌کرد.  در دهه ۱۸۳۰، روش‌های رمزگذاری آنالوگ مانند کد مورس توسعه یافتند که امکان انتقال اطلاعات بر مسافت‌های طولانی با استفاده از سیگنال‌های الکتریکی را فراهم می‌کردند.  مدولاسیون الکترونیکی بین سال‌های ۱۸۳۲ تا ۱۹۲۷ توسعه یافت و یک پیشرفت حیاتی در تاریخ مخابرات بود. 
ذخیره‌سازی اطلاعات الکترونیکی
ذخیره‌سازی اطلاعات الکترونیکی شامل استفاده از رسانه‌های مختلف برای ذخیره داده‌ها است.  از کارت‌های پانچ و نوارهای کاغذی در قرن هجدهم گرفته تا دیسک‌های فونوگراف در اواخر قرن نوزدهم و ذخیره‌سازی مغناطیسی در قرن بیستم، هر یک نقش مهمی در پیشرفت فناوری ذخیره‌سازی ایفا کرده‌اند.  امروزه، حافظه‌های دسترسی تصادفی (RAM)، دیسک‌های فشرده (CD/DVD) و حافظه‌های فلش از جمله رسانه‌های ذخیره‌سازی رایج هستند. 
قالب‌های محتوا
قالب‌های محتوا به انواع مختلف اطلاعات دیجیتال اشاره دارند که می‌توانند از طریق دستگاه‌های الکترونیکی ذخیره، منتقل و مصرف شوند.  تاریخچه قالب‌های محتوا به اواخر قرن نوزدهم بازمی‌گردد که اولین ضبط صوتی ایجاد شد. 
ضبط صوتی: در سال ۱۸۷۷، توماس ادیسون فونوگراف را اختراع کرد، دستگاهی که می‌توانست صدا را ضبط و پخش کند.  این اختراع آغازگر ضبط صوتی بود و قالب‌های مختلفی از جمله صفحات وینیل، نوار مغناطیسی و فایل‌های صوتی دیجیتال ایجاد شد. 
ضبط ویدئویی: ضبط ویدئویی از دهه ۱۹۵۰ آغاز شد و با پیشرفت فناوری، قالب‌های مختلفی مانند نوارهای VHS، دیسک‌های DVD و فایل‌های ویدئویی دیجیتال توسعه یافتند. 
قالب‌های فایل دیجیتال: با گسترش رایانه‌ها و اینترنت، قالب‌های فایل دیجیتال مانند MP3 برای صدا و MP4 برای ویدئو رایج شدند. 
محتوای پایگاه داده: از دهه ۱۹۶۰، پایگاه‌های داده برای ذخیره و مدیریت اطلاعات به‌کار گرفته شدند که قالب‌های مختلفی برای ذخیره داده‌ها در آن‌ها توسعه یافت. 
تعامل‌پذیری
تعامل‌پذیری به قابلیت رسانه‌های الکترونیکی برای پاسخگویی به ورودی‌های کاربران اشاره دارد.  این تعامل می‌تواند از طریق پنل‌های کنترل، دستگاه‌های ورودی، کنترلرهای بازی، دستگاه‌های دستی، دستکش‌های سیمی و رابط‌های مغز-رایانه (BCI) صورت گیرد. 

## دسته‌بندی رسانه‌های الکترونیکی
رسانه‌های الکترونیکی را می‌توان به چند دستهٔ عمده تقسیم کرد:
• رسانه‌های انتقالی هم‌زمان (Synchronous Media): مانند رادیو و تلویزیون زنده
• رسانه‌های غیرهم‌زمان (Asynchronous Media): مانند پادکست‌ها، وبلاگ‌ها و ویدئوهای ضبط‌شده
• رسانه‌های تعاملی (Interactive Media): مانند شبکه‌های اجتماعی، بازی‌های آنلاین و واقعیت مجازی
ویژگی‌ها
• سرعت انتقال بالا: اطلاعات به‌صورت آنی و در مقیاس جهانی منتقل می‌شود.
• دسترسی گسترده: امکان دسترسی از طریق دستگاه‌های هوشمند، بدون وابستگی به مکان جغرافیایی.
• قابلیت تعاملی: کاربران می‌توانند به‌صورت فعال در تولید، انتشار و بازخورد محتوا مشارکت کنند.
• ذخیره‌پذیری و بازیابی محتوا: اطلاعات در بسترهای ابری یا محلی ذخیره و در زمان دلخواه بازیابی می‌شود.
• کدگذاری دیجیتال: محتوای رسانه‌ای به‌صورت داده‌های دیجیتال قابل پردازش و انتقال است.
کاربردها
• رسانه‌های خبری و اطلاع‌رسانی: انتقال اخبار در لحظه با استفاده از شبکه‌های اجتماعی، خبرگزاری‌های آنلاین، و پلتفرم‌های چندرسانه‌ای.
• تبلیغات و بازاریابی دیجیتال: استفاده از الگوریتم‌های هدفمند و تحلیل داده برای تعامل با مخاطبان خاص.
• آموزش الکترونیکی (e-learning): بهره‌گیری از پلتفرم‌هایی مانند موک‌ها، وبینارها و پادکست‌های آموزشی.
• سیاست و مشارکت مدنی: نقش رسانه‌های دیجیتال در شکل‌دهی به افکار عمومی، کمپین‌های انتخاباتی و اعتراضات اجتماعی.
نقدها و چالش‌ها
• افراط در مصرف رسانه‌ای: پدیدهٔ اعتیاد دیجیتال و کاهش تمرکز و روابط اجتماعی چهره‌به‌چهره.
• اطلاعات نادرست و فیک‌نیوز: سرعت بالای انتشار اطلاعات نادرست، بدون امکان بررسی صحت منابع.
• حریم خصوصی و امنیت داده‌ها: سوءاستفاده از اطلاعات شخصی کاربران توسط شرکت‌های فناوری یا دولت‌ها.
• قطبی‌سازی اجتماعی: الگوریتم‌های فیلتر حبابی (Filter Bubble) باعث تشدید گرایش‌های ایدئولوژیک می‌شوند.
آینده رسانه‌های الکترونیکی
روندهای نوظهوری همچون هوش مصنوعی، واقعیت افزوده، واقعیت مجازی، اینترنت اشیاء (IoT) و متاورس در حال دگرگون ساختن چشم‌انداز رسانه‌های الکترونیکی هستند. پیش‌بینی می‌شود این رسانه‌ها، بیش‌ازپیش شخصی‌سازی شده، تعاملی‌تر و هم‌پیوندتر با زندگی روزمره افراد شوند.

## سیاست‌گذاری و تنظیم‌گری رسانه‌های الکترونیکی
رسانه‌های الکترونیکی در قرن ۲۱ به‌واسطه‌ی پیشرفت‌های فناورانه و دیجیتالی، از جایگاه صرفاً انتقال‌دهنده‌ی اطلاعات عبور کرده و به فضاهایی برای کنش اجتماعی، سیاسی، اقتصادی و فرهنگی تبدیل شده‌اند. این تغییر ماهوی، سیاست‌گذاری در این حوزه را به یکی از حساس‌ترین و چالش‌برانگیزترین موضوعات معاصر بدل کرده‌است.
ویژگی‌های تنظیم‌گری رسانه‌های دیجیتال
رسانه‌های الکترونیکی برخلاف رسانه‌های سنتی، چند ویژگی منحصربه‌فرد دارند که سیاست‌گذاری را دشوار می‌کند: • مرزگریزی محتوا: محتوا به‌صورت فراملی منتشر می‌شود و امکان اعمال قانون داخلی بر آن دشوار است. • تعدد بازیگران: نه‌فقط دولت، بلکه شرکت‌های فناوری، کاربران و سازمان‌های مدنی نیز در فرآیند سیاست‌گذاری نقش دارند. • سرعت بالای تغییرات: قوانین نمی‌توانند هم‌پای تغییرات فناوری به‌روزرسانی شوند. • تضاد بین ارزش‌ها: مانند تعارض بین آزادی بیان و امنیت ملی یا حفظ حریم خصوصی و شفافیت.
مدل‌های سیاست‌گذاری
۱. دولت‌محور
در این مدل، تنظیم‌گری به‌صورت متمرکز توسط نهادهای دولتی انجام می‌شود. مثال کلاسیک آن کشورهای اقتدارگرا هستند که با فیلترینگ، سانسور، و قوانین سخت‌گیرانه سعی در کنترل فضای رسانه‌ای دارند.
۲. مشارکتی
اینجا دولت، شرکت‌ها، نهادهای مدنی و کارشناسان با هم سیاست‌گذاری می‌کنند. رویکردی متوازن‌تر است که در اتحادیه اروپا، به‌ویژه در تدوین مقررات حفاظت از داده‌ها (مثل GDPR) دیده می‌شود.
۳. خودتنظیمی
در این مدل، خودِ پلتفرم‌ها (مثل متا، یوتیوب، تیک‌تاک) مسئول تدوین و اجرای خط‌مشی‌های محتوایی هستند. این رویکرد اگرچه انعطاف‌پذیر است، اما معمولاً با کمبود شفافیت و پاسخ‌گویی همراه است.
چالش‌ها
- سانسور در پوشش امنیت
دولت‌ها گاه برای مقابله با «اخبار جعلی» یا «تهدیدهای امنیتی» اقدام به محدودسازی شدید می‌کنند، اما در عمل آزادی بیان را قربانی می‌کنند.
- تسلط الگوریتم‌ها
الگوریتم‌های توصیه‌گر بر رفتار و انتخاب کاربران تأثیر می‌گذارند، بدون آن‌که کاربر بداند چگونه یا چرا. این قدرت خاموش و ناشفاف یکی از جدی‌ترین تهدیدهای رسانه‌ای امروز است.
- نبود هماهنگی جهانی
در غیاب یک چارچوب حقوقی بین‌المللی مشترک، هر کشور مسیر متفاوتی را می‌رود و همین، امکان سوء‌استفاده یا آشفتگی در سیاست‌گذاری را افزایش می‌دهد.
آینده‌ی سیاست‌گذاری
چشم‌انداز سیاست‌گذاری رسانه‌ای با ظهور هوش مصنوعی، داده‌کاوی، و اینترنت اشیاء تغییر خواهد کرد. شفافیت الگوریتم‌ها، افزایش سواد رسانه‌ای عمومی، و همکاری میان‌ملی برای تنظیم‌گری، مهم‌ترین نیازهای آینده هستند.